# Patalene olyzonaria
Patalene olyzonaria är en fjärilsart som beskrevs av Walker 1860. Patalene olyzonaria ingår i släktet Patalene och familjen mätare. Inga underarter finns listade i Catalogue of Life.

## Bildgalleri

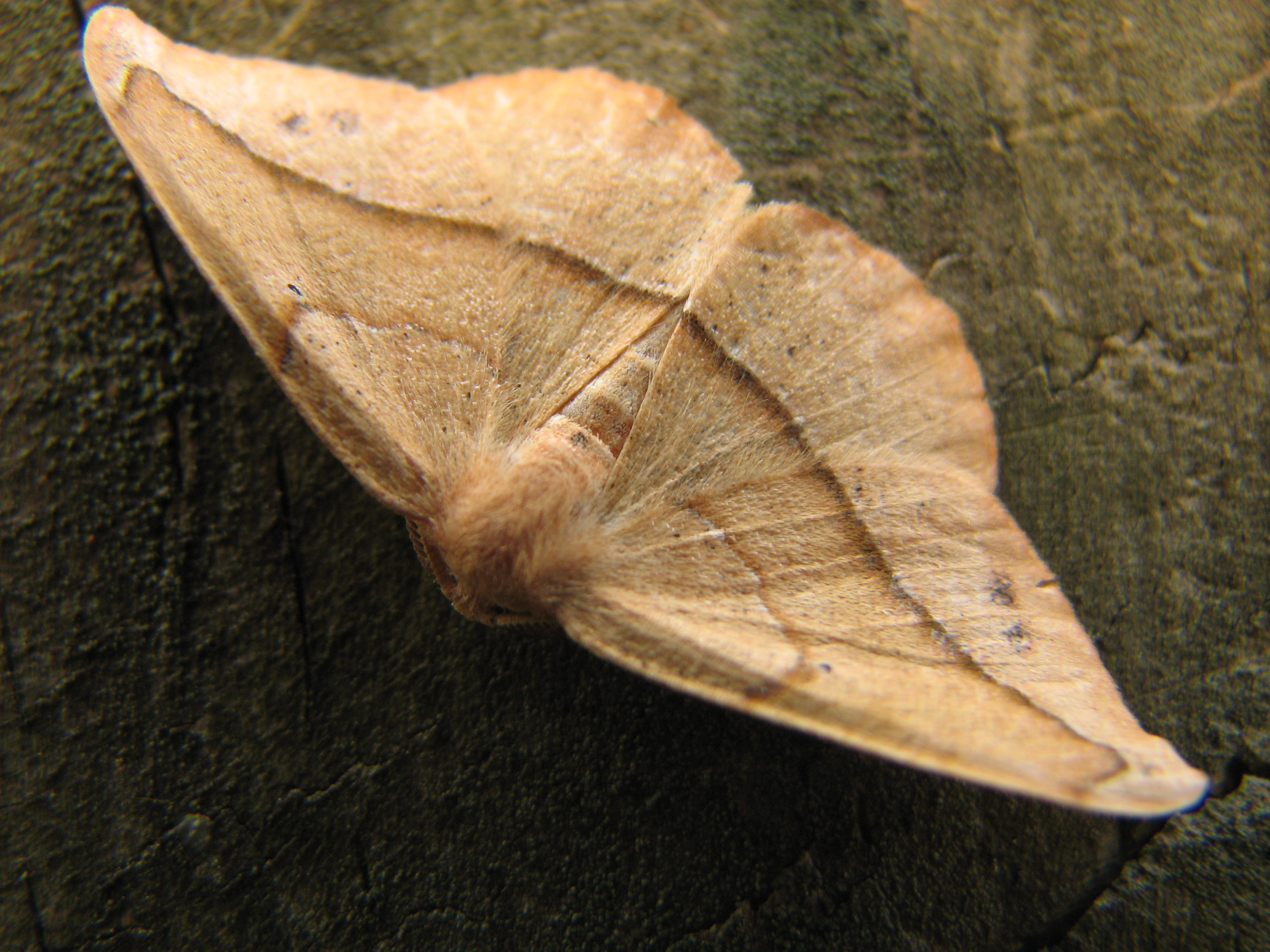